# لورا تورپ
 لورا تورپ (فرانسوی: Laura Thorpe‎؛ زاده ۲۴ مهٔ ۱۹۸۷) یک تنیس‌باز اهل فرانسه است. 